# Overheadprojektor
En overheadprojektor er et apparat som bruges til at projicere en transparent op på en flade. Apparatet bruges typisk ved forsamlinger til at fremvise dokumenter. Apparatet virker ved hjælp af en fresnellinse, dette gør at anlægsfladen til transparenten kan være flad.
| Maskiner | Spire Denne artikel om maskiner, maskindele og apparater er en spire som bør udbygges. Du er velkommen til at hjælpe Wikipedia ved at udvide den. |